# Upper Lake River
Der Upper Lake River ist ein Fluss im Zentrum des australischen Bundesstaates Tasmanien.

## Geografie

### Flusslau f
Der etwas mehr als 17 Kilometer lange Upper Lake River entsteht im Arthurs Lake in den Great Western Tiers, rund 60 Kilometer südlich von Launceston, aus dem Tumbledown Creek und verschiedenen kleinen Bächen und Rinnsalen. Von Südende des Sees fließt er nach Südosten und bildet im Woods Lake zusammen mit weiteren kleinen Bächen und Rinnsalen den Lake River.

### Nebenflüsse mit Mündungshöhen
Nebenflüsse des Upper Lake River sind:
- Tumbledown Creek  – 951 m
- Jacks Creek – 807 m

### Durchflossene Seen
Er durchfließt folgende Seen:
- Arthurs Lake – 951 m
- Woods Lake – 741 m